# Николаевский, Николай Фёдорович
Николай Фёдорович Николаевский (1870—1920) — врач, общественный деятель, депутат Государственной думы Российской империи I созыва от Енисейской губернии.

## Биография

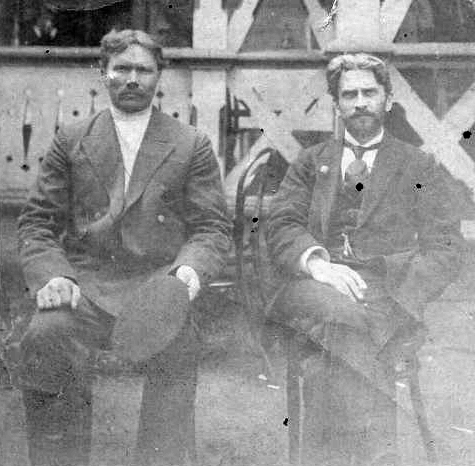
Депутаты I Государственной думы от Енисейской губернии: С. А. Ермолаев и Н. Ф. Николаевский

Николай Николаевский родился в городе Корчеве Тверской губернии. Получил среднее образование в Тверской духовной семинарии, затем окончил медицинский факультет Томского императорского университета в 1896 году. Первый год после окончания университета работал врачом на золотых приисках. С 1898 года работал врачом в селе Каратузское Минусинского уезда Енисейской губернии.
30 мая 1906 года был избран депутатом I Государственной думы от Енисейской губернии на губернском избирательном собрании, за него проголосовали 16 из 28 присутствующих выборщиков.
В Думе вошёл во фракцию трудовиков, выступал пять раз по трём вопросам, подписался под заявлением группы сибиряков, которые требовали увеличить квоты для сибирских депутатов в аграрной комиссии Государственной думы, а также три депутатских запроса: о привлечении в ответственности графа Потоцкого за убийство крестьянки, о расстреле рабочих на станции Иланской Сибирской железной дороги по распоряжению генерала Меллер-Закомельского и по поводу правительственного сообщения по аграрному вопросу.
10 июля 1906 года был в числе депутатов, которые подписали воззвание «Народу от народных представителей», за это был подвергнут суду и лишён гражданских прав.
Скончался в 1920 году в Красноярске от тифа.